# ジミリアーノ
ジミリアーノ（イタリア語: Gimigliano）は、イタリア共和国カラブリア州カタンザーロ県にある、人口約3,300人の基礎自治体（コムーネ）。

## 地理

### 位置・広がり

#### 隣接コムーネ
隣接するコムーネは以下の通り。
- カルローポリ
- カタンザーロ
- チカーラ
- デコッラトゥーラ
- フォッサート・セッラルタ
- ペントーネ
- サン・ピエトロ・アポストロ
- ソルボ・サン・バジーレ
- ソヴェリーア・マンネッリ
- ティリオーロ

## 行政

### 分離集落
ジミリアーノには、以下の分離集落（フラツィオーネ）がある。
- Cavorà, Tre Arie, Corbino, Madonna di Porto, Umbri, Colla